# Barbara von Heppenheim genannt vom Saal

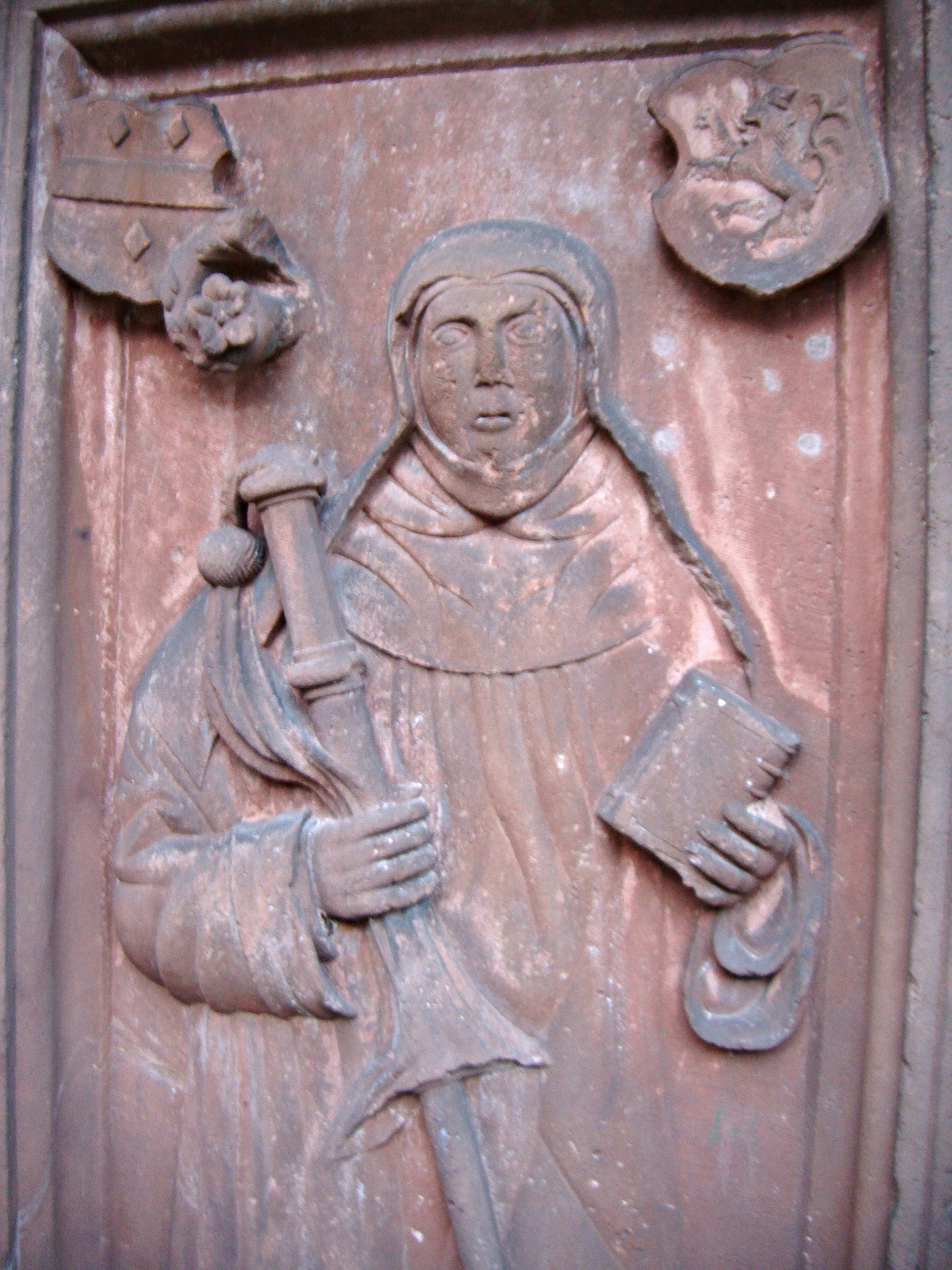
Barbara von Heppenheim genannt vom Saal, auf ihrer Grabplatte. Oben links das väterliche Familienwappen mit drei Rauten

Barbara von Heppenheim genannt vom Saal († 14. Oktober 1567 in Kerzenheim, Rosenthalerhof) war eine Adelige aus dem Geschlecht der Herren von Heppenheim genannt vom Saal und Äbtissin des Zisterzienserinnenklosters Rosenthal (Pfalz).

## Abstammung und Familie
Sie wurde geboren als Tochter des Anton von Heppenheim genannt vom Saal und seiner Gattin Katharina von Oberstein. Ihr Bruder Johannes von Heppenheim genannt vom Saal († 1555) fungierte als Domdekan in Speyer, der Bruder Andreas († 1568) war Domherr in Worms. Der Speyerer Generalvikar Johannes Brenner von Löwenstein († 1537) gehörte zu ihren Cousins.

## Leben und Wirken

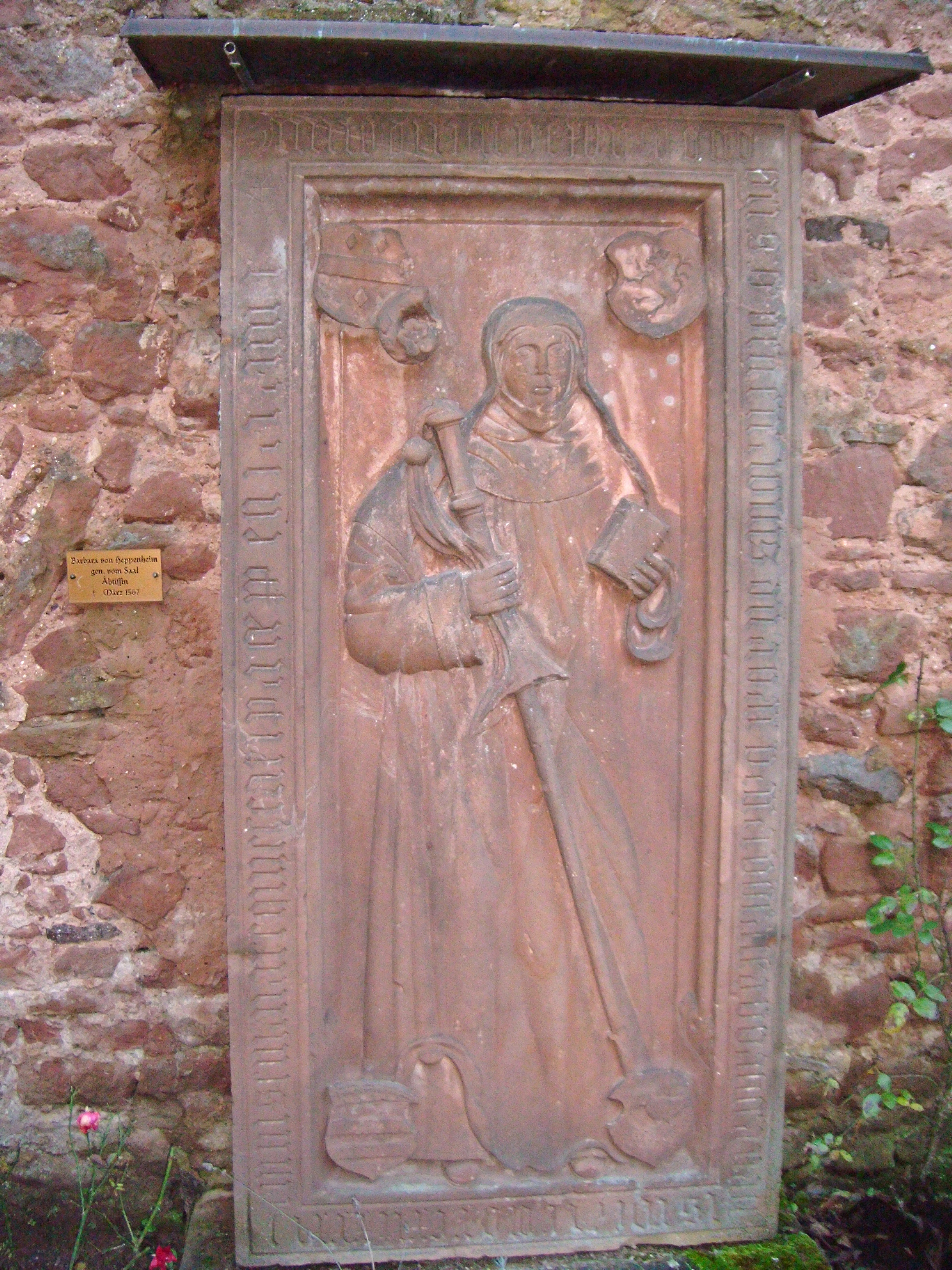
Grabplatte in der Kirchenruine Rosenthal

Barbara von Heppenheim genannt vom Saal wurde Zisterzienserin im Kloster Rosenthal bei Grünstadt. Nach der Plünderung des Klosters, 1525, im pfälzischen Bauernkrieg, unter Äbtissin Barbara Göler von Ravensburg († 1535), wählte man sie als Barbara II. von Rosenthal am 4. April 1535 zur Äbtissin. Der Eberbacher Abt Wendelin von Boppard bestätigte ihre Wahl als geistlicher Oberer des Konvents.
Das Kloster war durch die Zeitläufe in Armut geraten. Die neue Äbtissin übernahm bei 70 Gulden Schuldenstand eine Barsumme von 92 Gulden. Außerdem händigte man ihr ein silbernes Kreuz, eine silberne Monstranz und 4 silberne Becher aus, als Rest des ehemals vorhandenen Klosterschatzes. Alles andere war verloren gegangen.
In ihrer Amtszeit griff die Reformation mehr und mehr um sich und Äbtissin Barbara versuchte das Kloster nach Kräften zu bewahren, wobei ihr mancher Grundbesitz in den umliegenden Territorien entfremdet wurde. Das Kloster selbst gehörte zur Grafschaft Nassau-Weilburg. Wenngleich der Landesherr Philipp III. († 1559) den neuen Glauben schon förderte, ließ er das Kloster Rosenthal unbehelligt, was auch bis zu seinem Tode so blieb. Möglicherweise spielte hierbei eine Rolle, dass drei seiner Töchter selbst dort als Ordensfrauen lebten.
Sein Sohn Philipp IV. von Nassau-Weilburg setzte die Reformation energischer um und löste den Konvent 1572 unter der nächsten Äbtissin auf.
Dies erlebte Barbara von Heppenheim genannt vom Saal nicht mehr. Sie starb 1567 in Rosenthal und wurde im Kloster beigesetzt. Ihr qualitätvoller Grabstein mit Ganzrelief ist in der Ruine der dortigen Kirche erhalten. Laut dem Historiker Michael Frey regierte sie „löblich“.